# Okoljska DNK
Okoljska DNK (kratica eDNK oz. eDNA po angleškem izrazu environmental DNA) je deoksiribonukleinska kislina, ki jo zberemo iz vzorcev neživega okolja, kot je prst, zrak, sneg ali usedline in ne neposredno iz organizmov. Organizmi namreč v okolju, kjer se nahajajo, na različne načine puščajo biološke sledi, ki vsebujejo njihovo DNK. Te sledi so do neke mere obstojne v okolju in jih je možno izolirati iz vzorca ter ugotoviti njihovo zaporedje z metodami okoljske ómike, prek tega pa sklepati na prisotnost vrst organizmov v tem okolju.
Med viri okoljske DNK so iztrebki, sluz, gamete, levi, trupla in dlaka. Vzorce molekularni biologi analizirajo s sodobnimi visokozmogljivimi metodami določanja zaporedja DNK in z njihovo pomočjo ugotavljajo bodisi prisotnost določene ciljne vrste, bodisi več vrst s pristopom, znanim kot (meta)barkodiranje. Gre za interdisciplinaren pristop, ki združuje terensko ekologijo z metodami molekularne biologije in naprednimi računskimi tehnikami.
Metoda omogoča spremljanje stanja okolja in prisotnosti vrst brez potrebe po ulovitvi živih osebkov, torej brez kvarnih učinkov na ogrožene vrst. Poleg tega olajša preučevanje manj opaznih vrst, ki jih je težko ujeti. S tem je pogosto učinkovitejša od klasičnih metod v ekologiji. Uporabnost omejuje razpadanje molekul DNK v okolju in pogosto od njih kmalu ostanejo le kratki fragmenti, posebej v toplejših okoljih. Hitrost razpadanja je težko oceniti in molekule lahko tudi raznašajo veter ali vodni tokovi, kar zmanjšuje natančnost ocene prostorske ter časovne prisotnosti organizmov. Do neke mere kljub temu omogoča tudi oceno množičnosti ciljnih vrst.